# Steppenwolf 7
Steppenwolf 7 är ett musikalbum av Steppenwolf som lanserades 1970 på Dunhill Records. På albumet framförde gruppen ytterligare en av Hoyt Axtons låtar, "Snowblind Friend". De hade spelat in hans låt "The Pusher" på sitt självbetitlade debutalbum 1968. Låten blev en mindre singelhit i USA. Ytterligare en singel släpptes från albumet, "Who Needs Ya".

## Låtlista
1. "Ball Crusher"
2. "Forty Days and Forty Nights"
3. "Fat Jack"
4. "Renegade"
5. "Foggy Mental Breakdown"
6. "Snowblind Friend"
7. "Who Needs Ya'"
8. "Earschplittenloudenboomer"
9. "Hippo Stomp"

## Listplaceringar
- Billboard 200, USA: #19[1]
- Kanada, #15[2]
- VG-lista, Norge: #10[3]